# Ла Фермина (Порторико)
Ла Фермина (шп. La Fermina) град је у америчкој острвској територији Порторико, острвској држави Кариба.

## Демографија
По попису из 2010. године број становника је 2.743, што је 434 (-13,7%) становника мање него 2000. године.
| Група             | 2000.         | 2010.         |
| Белци             | 42 (1,3%)     | 18 (0,7%)     |
| Афроамериканци    | 266 (8,4%)    | 409 (14,9%)   |
| Азијати           | 0 (0,0%)      | 0 (0,0%)      |
| Хиспаноамериканци | 3.123 (98,3%) | 2.720 (99,2%) |
| Укупно            | 3.177         | 2.743         |